# قضية غيمرغيت المثيرة للجدل

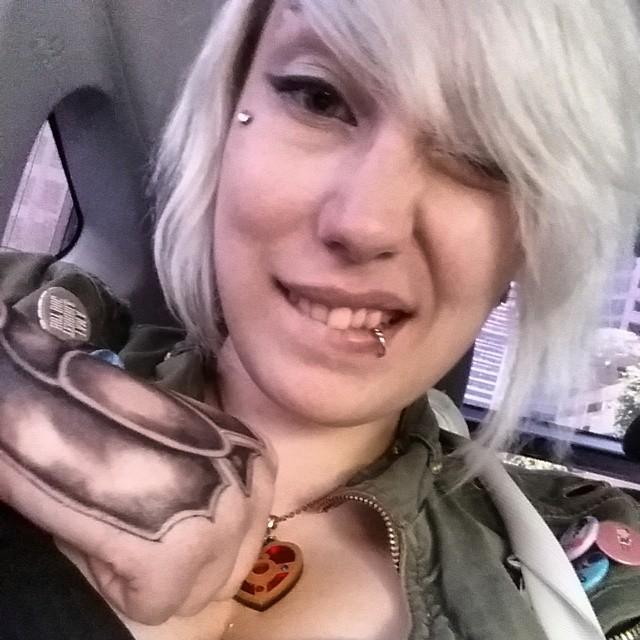

نشأت قضية غيمرغيت المثيرة للجدل من حملة المضايقة التي جرت بشكل أساسي عبر استخدام الهاشتاغ #غيمرغيت GamerGate#. تركزت هذه القضية الجدلية على قضايا مثل التحيز الجنسي والتقدمية في ثقافة ألعاب الفيديو. ويستخدم مصطلح غيمرغيت كمصطلح شامل للقضية الجدلية بالإضافة لحملة المضايقة وأفعال المشاركين فيها.
بدءًا من أغسطس 2014، استهدفت حملة مضايقة عدة نساء في مجال صناعة ألعاب الفيديو، وأهمهن المطوّرتان زوي كوين وبريانا وو، بالإضافة إلى الناقدة الإعلامية النسوية أنيتا ساركيسيان. فبعد أن كتب حبيب كوين السابق إيرون جوني تدوينًا يذمها فيه. اتهم مستخدمو وسم #غيمرغيت بشكل خاطئ كوين بعلاقة غير أخلاقية مع الصحفي ناثان غريسون. وتضمنت حملة المضايقة لكوين وأخريات نشر المعلومات الشخصية والتهديد بالاغتصاب والقتل.
وقال مؤيدو غيمرغيت إنهم كانوا عبارة عن حركة لكن دون قائد أو بيان رسمي. وقد نظم داعموهم أنفسَهم بأسماء مجهولة أو مزيفة على المنصات الإلكترونية كمواقع 4شان وإنترنت ريلاي تشات (بروتوكول الدردشة عبر الإنترنت) وتويتر وريديت. أما التصريحات التي كانت تدعي بتمثيل غيمرغيت لم تكن متناسقة، ما جعل من الصعب على المعلقين تحديد الأهداف والدوافع. وقال داعمو الحركة إنه كان هناك تواطؤ غير أخلاقي بين الصحافة والنسويات والتقدميين والنقاد الاجتماعيين. وقد فند المعلقون هذه المخاف لأنها سطحية ومن نظريات المؤامرة وليس لها أساس وليست ذات علاقة بالقضايا الأخلاقية الفعلية. وكنتيجة لذلك، غالبًا ما عُرّفت غيمرغيت من خلال المضايقة التي تورط فيها داعموها. وقد ردّ داعمو غيمرغيت بشكل متكرر على هذا بإنكار حدوث المضايقة أو عن طريق الادعاء بأنه كان من صنع الضحايا.
وُصفت هذه القضية الجدلية بأنها تعبير عن حرب ثقافية ضد التنويع الثقافي واليقظة الفنية والنقد الاجتماعي في ألعاب الفيديو، وضد الهوية الاجتماعية للاعبين. يعارض العديد من داعمي غيمرغيت ما يروه ازديادًا بالتأثير النسوي على ثقافة ألعاب الفيديو، وبالنتيجة، تعتبر غيمرغيت غالبًا رد فعل عنيف يميني ضد التقدمية. وقد ركزت ردود مجال صناعة الألعاب على حملة المضايقة على طرق تقليل الضرر إلى الحد الأدنى ومنع أحداث مشابهة، وقد وجهت غيمرغيت شخصيات داخل وخارج هذا المجال للتركيز على طرق معالجة المضايقة على الشبكة.

## التاريخ

### زوي كوين ولعبة ديبريشن كويست (البحث عن الاكتئاب)
أطلقت مطورة الألعاب المستقلة زوي كوين عام 2013 لعبة ديبريشن كويست، وهي لعبة تركز على النصوص وصُممت لنقل تجربة الاكتئاب من خلال سلسلة من السيناريوهات القصصية، معتمدة في جزء منها على تجربة زوي الشخصية مع الاكتئاب. وقد نالت ردود فعل إيجابية في مجتمع إعلام ألعاب الفيديو، لكنها تلقت رد فعل عنيف على الشبكة من لاعبين لم يعجبهم خروجها عن أشكال الألعاب التقليدية التي تركز على العنف والمهارة، وعارضوا التطفلات السياسية على ثقافة اللاعبين. وقد تعرضت كوين إلى أشهر من المضايقات بعد إطلاق اللعبة، ومنها تهديدات الاغتصاب والقتل. وثقت كوين المضايقات التي تلقتها وتكلمت علنا للإعلام عن الأمر، ما أدى إلى زيادة شدة الإساءة لها وعائلتها، بما في ذلك نشر عنوان منازلهم على الإنترنت، حتى هربوا من منازلهم خوفًا على سلامتهم.
بدأت القضايا المثيرة للجدل والأحداث التي عرفت لاحقًا باسم غيمرغيت عام 2014 كهجوم شخصي على كوين، أثارها منشور مدون لحبيبها السابق إيرون جوني، سُمي منشور زوي، وكان عبارة عن وصف مطول ومفصل لعلاقتهما وانفصالهما، وتضمن نسخًا من سجل محادثاتهما وإيميلاتهما ورسائلهما النصية. وقد لمح المنشور ضمنيًا بشكل خاطئ إلى أن كوين قامت بعلاقة غير مشروعة مع ناثان غريسون، وهو مراسل لموقع كوتاكو، مقابل تغطية داعمة للعبة كوين ديبريشن كويست. لكن غريسون لم يراجع ألعاب كوين أبدًا، ومقالته الوحيدة التي تذكرها كانت قبل بدء علاقتهما. حدّث جوني بعد ذلك منشوره ليعترف بهذا، مُرجعًا السبب إلى خطأ طباعي. ومع ذلك، أدى رابط للمدونة المنشورة على موقع 4شان، حيث كان العديد من المشاركين فيه سابقًا منتقدين للعبة ديبريشن كويست بشدة، إلى تجديد الهجوم على كوين.
وبعد تدوينة جوني، تعرضت كوين وعائلتها لحملة مضايقة خبيثة وكارهة للنساء. استخدم مضايقو كوين على الشبكة بداية وسم «كوين المتآمرة»، ثم تبنوا الهاشتاغ #غيمرغيت بعد أن طرحه الممثل آدم بالدوين، والذي ساعد متابعوه البالغ عددهم 190 ألفًا على تويتر بنشر الهاشتاغ. نُسّقت أهداف مضايقات غيمرغيت عن طريق إنترنت ريلاي تشات، وانتشرت بسرعة عبر منصات الصور والمنتديات مثل 4شان وريديت.
وبعد أقل من أربعة أشهر بعد بدء غيمرغيت، ازداد سجل تهديدات عائلة كوين التي تلقتها إلى ألف ضعف. قالت كوين في إحدى المؤتمرات: اعتدت أن أذهب إلى أحداث الألعاب وأن أشعر كأني في المنزل ... والآن الأمر أشبه .... هل هناك أحد ممن أنا معهم في هذه الغرفة قال إنه يريد ضربي حتى الموت؟»، إذ هددها أحد مستخدمي 4شان المجهولين بأنه «سيلحق بها أذية تُقعدها ولن تشفى منها أبدًا». وقد أدان المعلقون داخل وخارج مجال صناعة ألعاب الفيديو الهجومات على كوين. شملت هذه الهجومات إسقاط الوثائق (البحث وإذاعة معلومات شخصية تعرف بالشخص) واختراق حساباتها على تمبلر ودروب بوكس وسكايب وسرقتها، وهددوها ومن معها مجددًا بالاغتصاب والقتل. هربت مع عائلتها مجددًا من منزلها للإقامة مع الأصدقاء. كتبت كوين: «قضت شبكة الإنترنت الشهر الأخير في نشر معلوماتي الشخصية، وإرسال التهديدات لي، وسرقة حسابات أي شخص يُشتبه بأنه صديقي، والاتصال بوالدي والقول له إنني عاهرة، وإرسال صور عارية لي للزملاء، ومعاملتي كالساحرة التي تستحق الحرق».

### أهداف أخرى للمضايقة
ضايق داعمو غيمرغيت أشخاصًا آخرين بشكل مشابه بإسقاط الوثائق، والتهديد بالقتل، ووصف من جاء للدفاع عن الضحايا بأنه كان سخيفًا «كالفارس الأبيض» أو «محاربي العدالة الاجتماعية». ووفقًا لهيرون وبيلفورد وجوكر، كان هذا الوصف مقصودًا لتحييد أي معارضة عن طريق سؤالها عن الدوافع. بعد وقت قصير من طرح هاشتاغ #غيمرغيت، تعرض مطور الألعاب فيل فيش لسرقة معلوماته الشخصية، بما فيها جميع حساباته وكلمات السر، ونُشرت للعامة، كرد فعل انتقامي بسبب دفاعه عن كوين ومهاجمة منتقديها، وقد أظهرت سرقة بياناته وثائق تخص شركته بوليترون، ونتيجة ذلك، ترك فيش مجال صناعة الألعاب وعرض الشركة للبيع، معتبرًا القضية «غير مقبولة» قائلًا: «إن الأمر لا يستحق ذلك».